# Austroneurorthus brunneipennis
Austroneurorthus brunneipennis är en insektsart som först beskrevs av Peter Esben-Petersen 1929. 
Austroneurorthus brunneipennis ingår i släktet Austroneurorthus och familjen Nevrorthidae. Inga underarter finns listade i Catalogue of Life.